# Libanesischer Elite Cup 1999
Der Libanesische Elite Cup 2000 war die vierte Austragung des Fußballturniers. Die vier besten Mannschaften aus der libanesischen Premier League und die beiden Pokalfinalisten nahmen teil. Titelverteidiger war der Nejmeh Club. Homenmen Beirut hat sich mit einem 2:1-Sieg im Finale gegen Shabab al-Sahel zum ersten Mal den Titel gesichert.

## Qualifizierte Mannschaften
| Verein                | Platzierung der Saison 1998/99 |
| --------------------- | ------------------------------ |
| al-Ansar              | Erster & Pokalsieger           |
| Safa SC Beirut        | Zweiter                        |
| Tadamon Sur Club      | Dritter                        |
| Shabab al-Sahel       | Vierter                        |
| Homenmen Beirut       | Fünfter & Pokalfinalist        |
| al-Akhaa al-Ahli Aley | Sechster                       |

## Gruppenphase

### Gruppe A
| Pl. | Verein           | Sp. | S | U | N | Tore    | Diff. | Punkte |
| --- | ---------------- | --- | - | - | - | ------- | ----- | ------ |
| 1.  | Homenmen Beirut  | 2   | 1 | 1 | 0 | 004:300 | +1    | 04     |
| 2.  | Safa SC Beirut   | 2   | 0 | 2 | 0 | 001:100 | ±0    | 02     |
| 3.  | Tadamon Sur Club | 2   | 0 | 1 | 1 | 004:500 | −1    | 01     |

| Datum            |                  | Ergebnis  |                 |
| ---------------- | ---------------- | --------- | --------------- |
| Do, 2. Sep. 1999 | Tadamon Sur Club | 1:1 (0:0) | Safa SC Beirut  |
| Sa, 4. Sep. 1999 | Tadamon Sur Club | 3:4 (3:2) | Homenmen Beirut |
| Mo, 6. Sep. 1999 | Safa SC Beirut   | 0:0       | Homenmen Beirut |

### Gruppe B
| Pl. | Verein                | Sp. | S | U | N | Tore    | Diff. | Punkte |
| --- | --------------------- | --- | - | - | - | ------- | ----- | ------ |
| 1.  | Shabab al-Sahel       | 2   | 1 | 0 | 1 | 004:400 | ±0    | 03     |
| 2.  | al-Akhaa al-Ahli Aley | 2   | 1 | 0 | 1 | 003:300 | ±0    | 03     |
| 3.  | al-Ansar              | 2   | 1 | 0 | 1 | 002:200 | ±0    | 03     |

| Datum            |                       | Ergebnis  |                 |
| ---------------- | --------------------- | --------- | --------------- |
| Fr, 3. Sep. 1999 | al-Akhaa al-Ahli Aley | 1:0 (0:0) | al-Ansar        |
| So, 5. Sep. 1999 | al-Akhaa al-Ahli Aley | 2:3 (1:1) | Shabab al-Sahel |
| Di, 7. Sep. 1999 | al-Ansar              | 2:1 (1:1) | Shabab al-Sahel |

## Finalrunde
|  | Halbfinale | Halbfinale            | Halbfinale |  |  | Finale | Finale          | Finale |
|  |            |                       |            |  |  |        |                 |        |
|  |            |                       |            |  |  |        |                 |        |
|  | A1         | Homenmen Beirut       | 5          |  |  |        |                 |        |
|  | B2         | al-Akhaa al-Ahli Aley | 1          |  |  |        |                 |        |
|  |            |                       |            |  |  | A1     | Homenmen Beirut | 2      |
|  |            |                       |            |  |  | B1     | Shabab al-Sahel | 1      |
|  | A2         | al-Akhaa al-Ahli Aley | 1          |  |  |        |                 |        |
|  | B1         | Shabab al-Sahel       | 4          |  |  |        |                 |        |
|  |            |                       |            |  |  |        |                 |        |

### Halbfinale
| Datum             |                 | Ergebnis  |                       |
| ----------------- | --------------- | --------- | --------------------- |
| Do, 9. Sep. 1999  | Homenmen Beirut | 5:1 (2:0) | al-Akhaa al-Ahli Aley |
| Fr, 10. Sep. 1999 | Shabab al-Sahel | 4:1 (1:0) | Safa SC Beirut        |

### Finale
| Datum             |                 | Ergebnis  |                 |
| ----------------- | --------------- | --------- | --------------- |
| So, 12. Sep. 1999 | Homenmen Beirut | 2:1 (0:0) | Shabab al-Sahel |